# Dorfkirche Dorf Wehlen

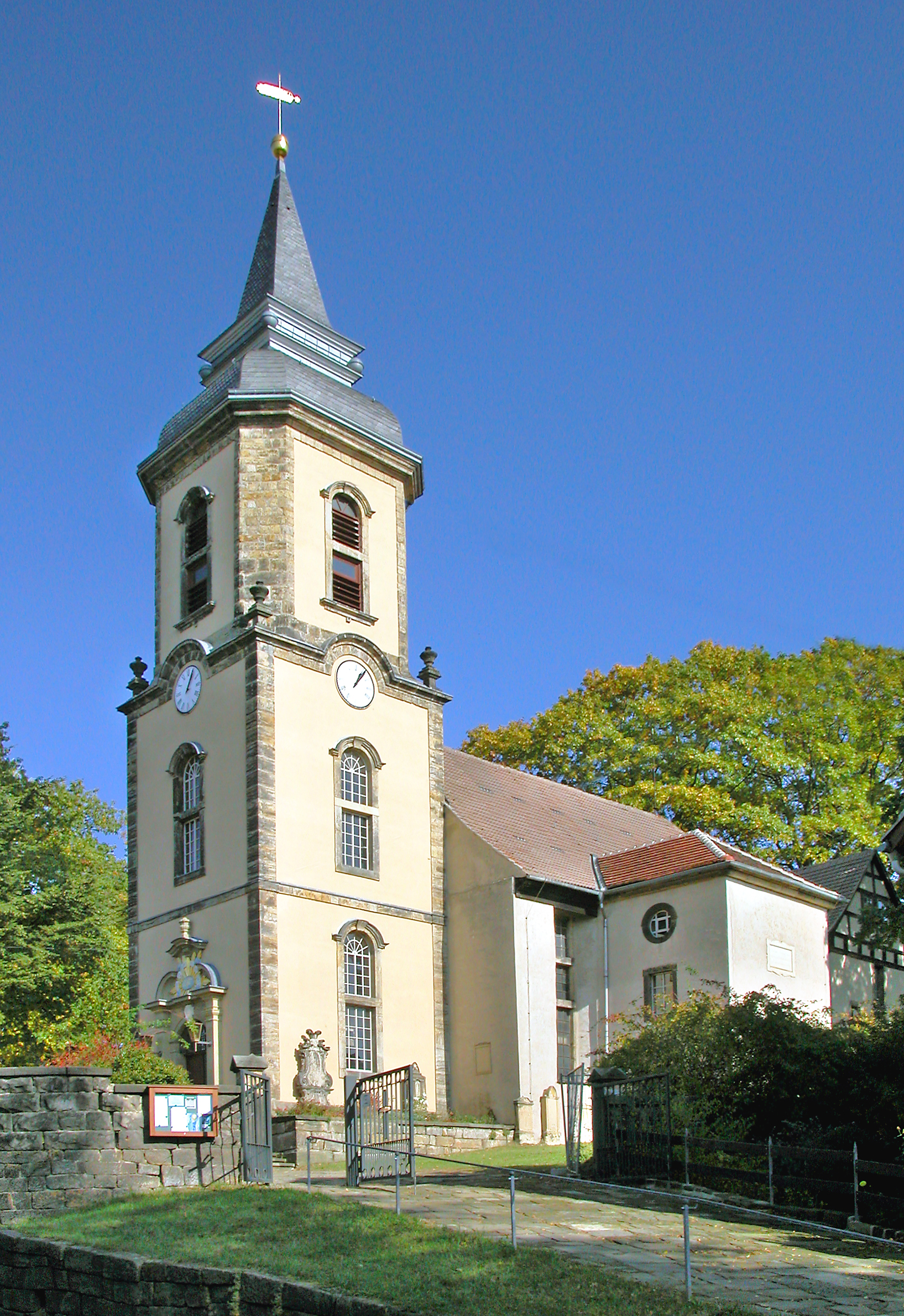
Kirche Dorf Wehlen

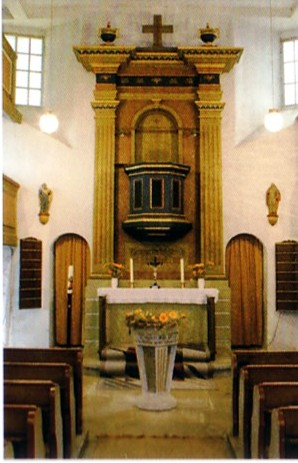
Altar

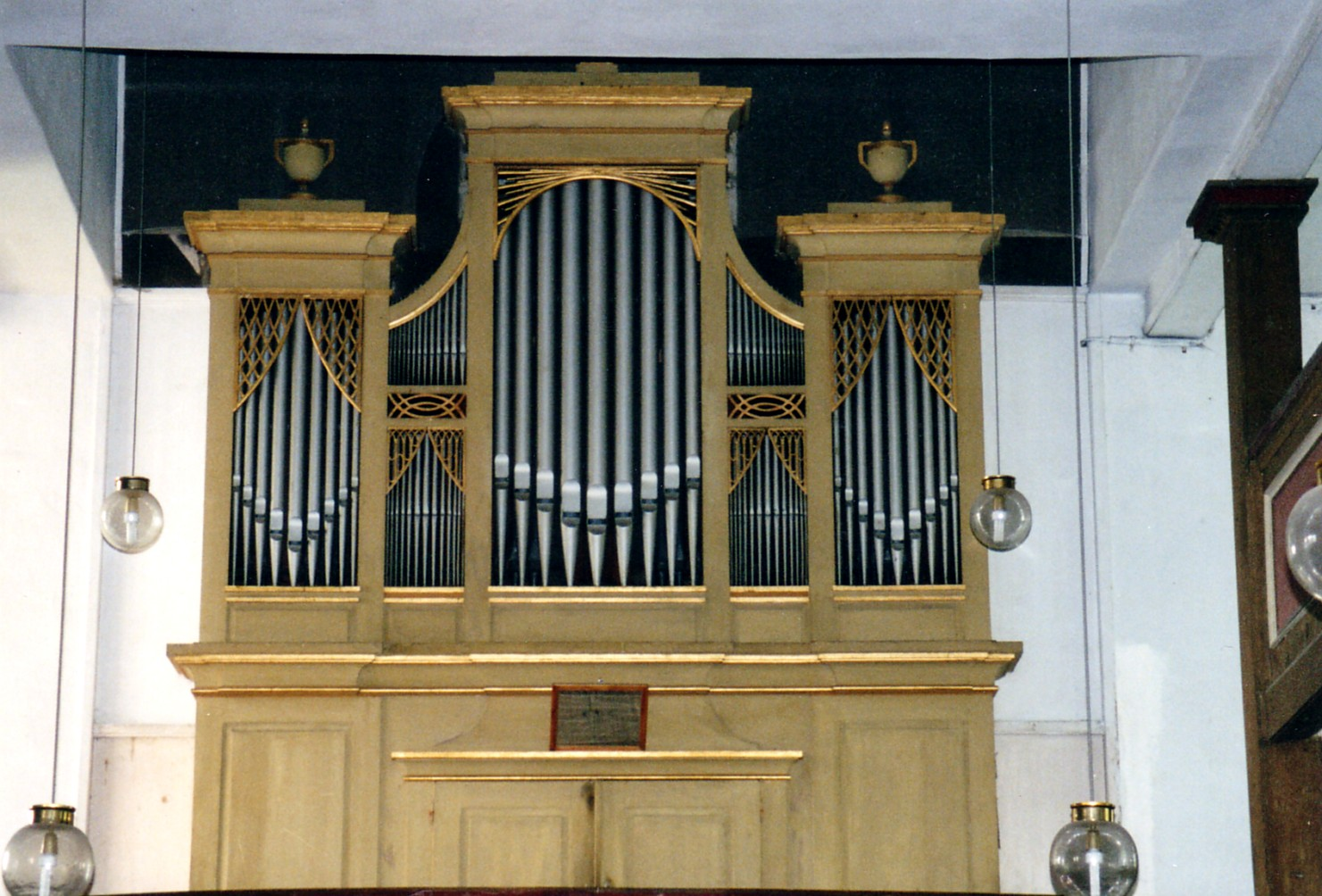
Orgel

Die evangelische Dorfkirche Dorf Wehlen (ehemals St. Michael) ist eine im Kern spätromanische, mehrfach umgebaute Saalkirche im Ortsteil Dorf Wehlen von Stadt Wehlen im Landkreis Sächsische Schweiz-Osterzgebirge in Sachsen. Sie gehört zur Kirchengemeinde Lohmen im Kirchenbezirk Pirna der Evangelisch-Lutherischen Landeskirche Sachsens.

## Geschichte und Architektur
Von einem spätromanischen Bauwerk stammt die halbkreisförmige Apsis mit Rundfenster, die als Annex einer an der Südseite mit der Jahreszahl 1859 bezeichneten rechteckigen Saalkirche erscheint. Der dreigeschossige Westturm ist mit 1744 bezeichnet. Er ist durch Eckquaderung gegliedert, das Obergeschoss ist mit gefasten Kanten versehen; die Haube trägt einen pyramidalen Abschluss. Ein mächtiges Barockportal mit Pilastern und gesprengtem Giebel erschließt das Bauwerk.
Innen ist die Saalkirche flach gedeckt und mit doppelten Emporen vermutlich aus dem 18. Jahrhundert an den Längsseiten versehen. Seitlich des Altars führen Durchgänge zur Apsis.

## Ausstattung
Das Hauptstück der Ausstattung ist ein schlichter hölzerner Kanzelaltar aus der ersten Hälfte des 19. Jahrhunderts; die Taufe gehört dem Klassizismus an, ebenso der Orgelprospekt von 1831. Beachtenswert ist weiterhin ein hölzerner Kruzifixus aus der Zeit um 1500.

## Orgel
Die Orgel ist ein Werk von Christian Gottfried Herbrig aus dem Jahr 1831 mit 18 Registern auf zwei Manualen und Pedal und wurde im Jahr 2007 von Orgelbau Ekkehart Groß überarbeitet. Die Disposition lautet:
| I Manual C–f3 |    |
| Principal     | 8′ |
| Flauto Dolce  | 8′ |
| Octave        | 4′ |
| Hohlflöte     | 4′ |
| Quinte        | 3′ |
| Octave        | 2′ |
| Cornett III   |    |
| Mixtur III    |    |

| II Manual C–f3   |       |
| Lieblich Gedackt | 8′    |
| Gedackt          | 4′    |
| Spitzflöte       | 4′    |
| Flageolet        | 2′    |
| Zimbel III       | (neu) |

| Pedal C–c1    |     |
| Violonbass    | 16′ |
| Subbass       | 16′ |
| Principalbass | 8′  |
| Posaunenbass  | 16′ |

- Koppeln: II/I, I/P